# جيمس إي. كالاواي
جيمس إي. كالاواي هو محامي وسياسي أمريكي، ولد في 7 يوليو 1834، وتوفي في 21 أغسطس 1905. نشط حزبياً في الحزب الجمهوري. وقد انتخب عضو مجلس نواب إلينوي ‏.